# Лоран, Анри (скульптор)
Анри Лоран (фр. Henri Laurens; 18 февраля 1885, Париж — 5 мая 1954, Париж) — французский скульптор.

## Биография и творчество
Прежде чем стать скульптором, был каменотёсом. Испытал влияние Родена. С 1911 года работал под влиянием кубизма, дружил с Пикассо, Браком, Грисом, Леже. На позднее творчество Лорана значительное влияние оказал его близкий друг Жак Липшиц.

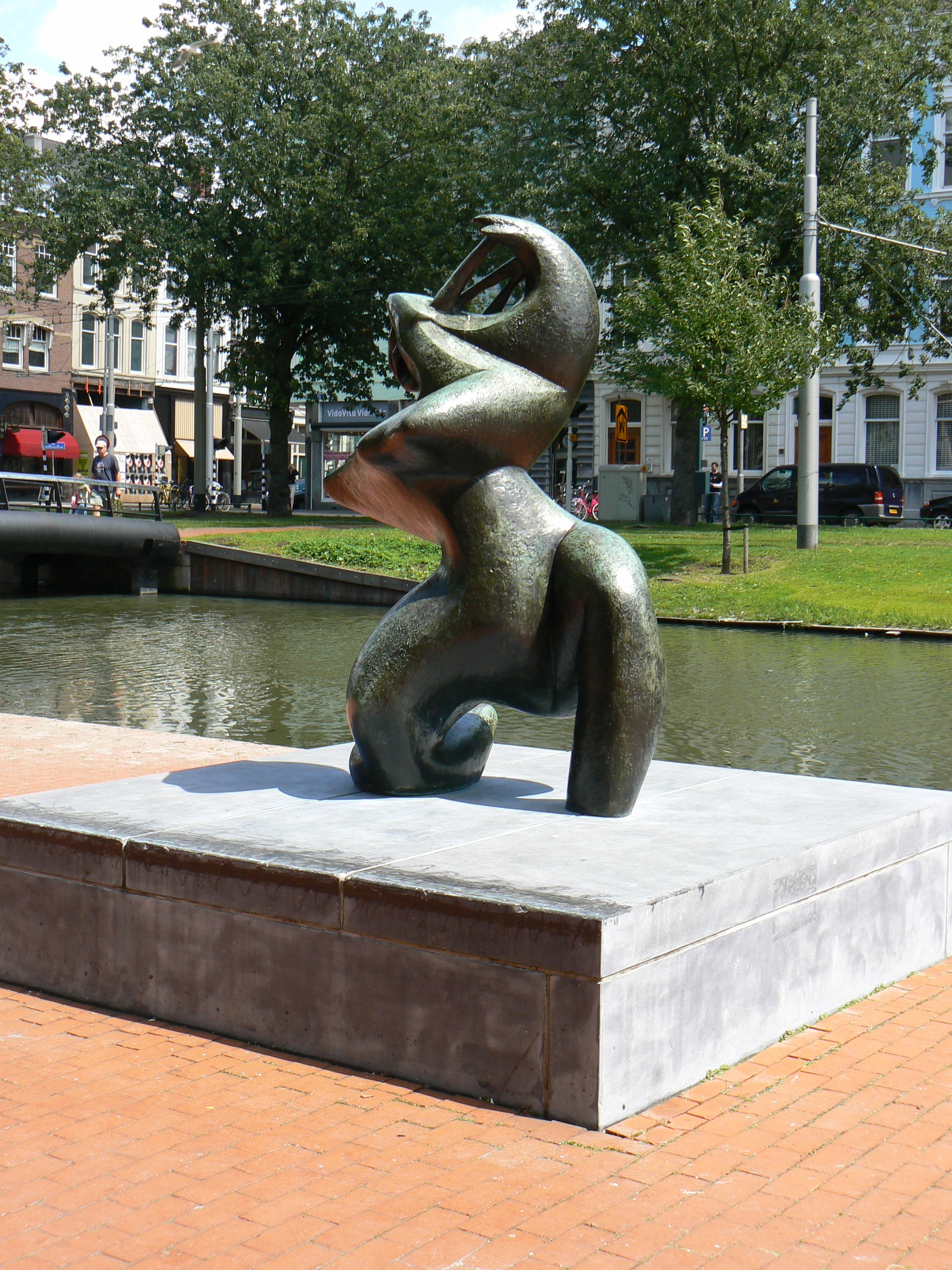
Большая музыкантша, Роттердам

Выступал как живописец, гравёр, театральный художник, книжный иллюстратор (иллюстрировал книги Пьера Реверди и других авторов). Сотрудничал с Сергеем Дягилевым, осуществив оформление балета Дариуса Мийо «Голубой экспресс» (костюмы Шанель, занавес Пикассо, премьера в исполнении «Русских балетов» состоялась в Париже 20 июня 1924 года).

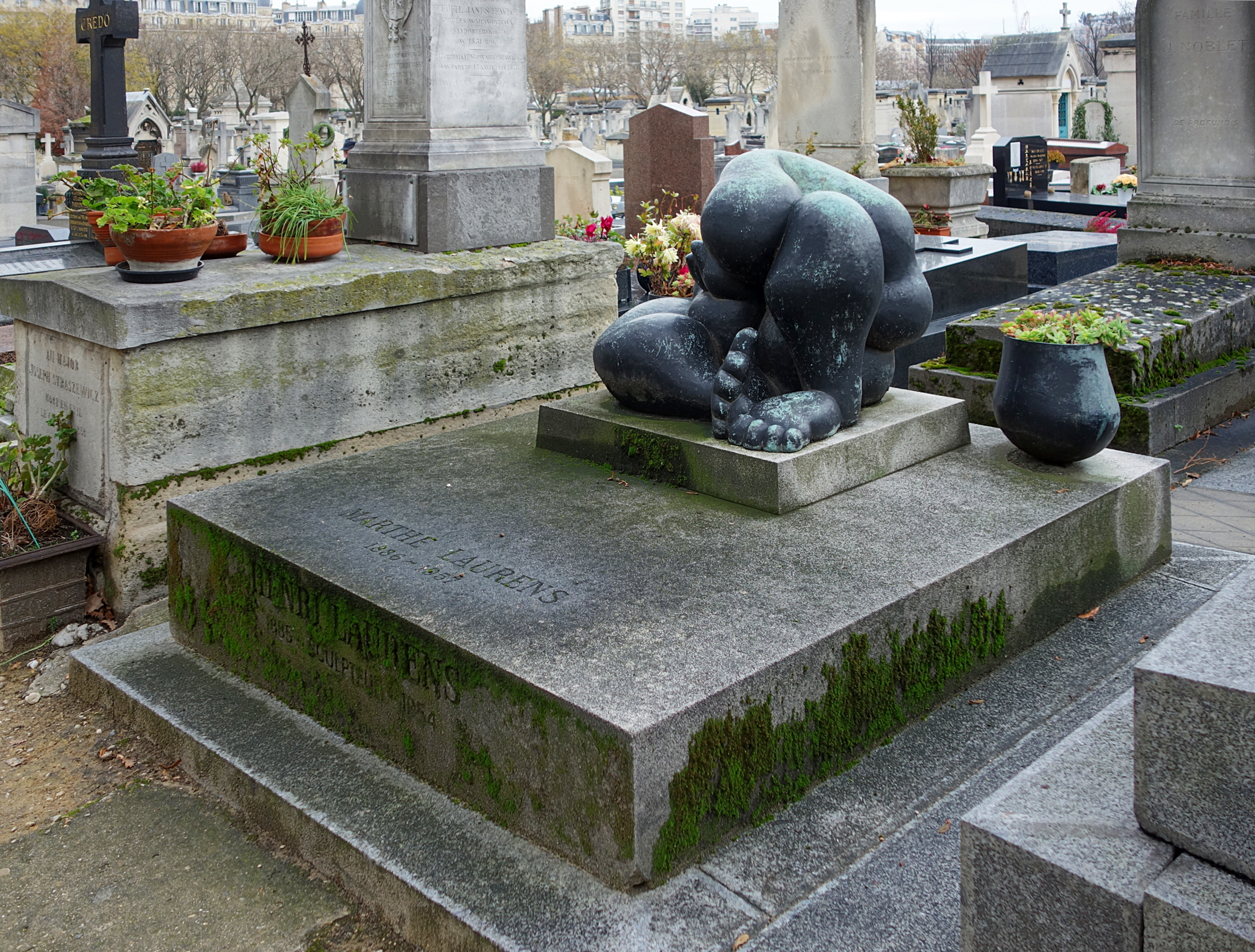
Могила Анри Лорана на кладбище Монпарнас

С 1930-х годов углубился в мифологические поиски, которые усилили аллегорическое начало в творчестве скульптора.
В 1937 году участвовал во Всемирной выставке в Париже. Работы Лорана повлияли на творчество датского архитектора Йорна Утзона, получившего известность благодаря проекту Сиднейского оперного театра.
Похоронен на кладбище Монпарнас. Могила художника украшена его скульптурой La Douleur (Боль).

## Признание
Первая премия Биеннале в Сан-Паулу (1958).